# I'm Not Over
I'm Not Over is een nummer van de alternatieve rockband Carolina Liar.

## Achtergrondinformatie
Het nummer oorspronkelijk in 2008 uitgebracht als leadsingle van het debuutalbum Coming to Terms, dat medegeproduceerd is door de Zweedse poprockproducer Max Martin (bekend van onder andere de Backstreet Boys, Britney Spears en Kelly Clarkson). Het nummer sloeg echter niet aan, hoewel het in meerdere televisieprogramma's te horen was. Na de release van de meer succesvollere tweede single Show Me What I'm Looking For, werd er besloten voor een re-release in Nederland en werd het in week van 30 januari door Radio 538 tot Alarmschijf gekozen.

## Verschijningen in popcultuur
- De vierde aflevering van het eerste seizoen van Vampire Diaries.[2]
- Als gastartiesten in de aflevering Help Me Rhonda van 90210, waarbij zij het nummer uitvoeren.[2]
- In de film What Happens in Vegas... uit 2008.[2]
- In de aflevering Whap van Harper's Island.[2]
- Live uitgevoerd tijdens MTV Spanking New Session.[2]
- In het playstationspel UEFA Euro 2008.
- In de soundtracks van King of the Hill, 10 Things I Hate About You, What Happens in Vegas..., Harper's Island en Greek.

## Tracklist
| Nr. | Titel        | Duur  |
| --- | ------------ | ----- |
| 1.  | I'm Not Over | 03:21 |

## Hitnotering
| "I'm Not Over" in de Nederlandse Top 40 - binnen: 06-02-2010 | "I'm Not Over" in de Nederlandse Top 40 - binnen: 06-02-2010 | "I'm Not Over" in de Nederlandse Top 40 - binnen: 06-02-2010 | "I'm Not Over" in de Nederlandse Top 40 - binnen: 06-02-2010 | "I'm Not Over" in de Nederlandse Top 40 - binnen: 06-02-2010 |
| Week                                                         | 1                                                            | 2                                                            | 3                                                            |                                                              |
| ------------------------------------------------------------ | ------------------------------------------------------------ | ------------------------------------------------------------ | ------------------------------------------------------------ | ------------------------------------------------------------ |
| Nummer                                                       | 33                                                           | 30                                                           | 30                                                           | uit                                                          |